# Deutsche Esperanto-Bibliothek
Deutsche Esperanto-Bibliothek (eo : Germana Esperanto-Biblioteko) jest książnicą ze zbiorami w języku esperanto Deutsches Esperanto-Institut. Od 1989 r. znajduje się w strukturze Biblioteki Miejskiej w Aalen w południowych Niemczech. Posiada 53 000 unikalnych jednostek bibliograficznych, w tym m.in. 25768 książek i 2592 czasopism (2017). Należy do największych na świecie bibliotek specjalistycznych z dziedzin esperantologii i interlingwistyki. (W Niemczech duże zbiory prac w esperanto przechowują m.in. biblioteki uniwersyteckie w Kolonii, Monachium, Frankfurcie nad Menem).
Współczesną instytucję z Aalen zapoczątkowała założona przez doktora Alberta Schramma biblioteka Sächsischen Esperanto-Institut (z niem. Saksoński Instytutu Esperanto), która powstała w sierpniu 1908 roku, a którą przeniesiono do Drezna w 1913. Po I wojnie światowej zmieniała się nazwa instytucji wiodącej na Esperanto-Institut für das Deutsche Reich (z niem. Instytut Esperanto Rzeszy Niemieckiej). W tym okresie dyrektorem był dr Johannes Dietterle. Pod koniec 1936 Preussische Staatsbibliothek w Berlinie przejęła ponad 3000 jednostek bibliograficznych, które wcześniej przetrwały czas palenia zbiorów przez nazistów. Po reaktywacji działalności esperanckiej Deutsche Esperanto-Institut po II wojnie światowej w 1948 skromny zaczątek nowych zbiorów utworzyły dary esperantystów z Niemiec i z zagranicy. Kiedy w 1953 Siegfried Ziegler zrezygnował z kierowania Instytutem Esperanto zbiory złożono do pudeł w różnych miejscach Monachium. Od 1967 do 1972 zbiory przechowywano na plebanii ewangelickiej w Gechingen, a następnie w Bissingen an der Teck, gdzie opiekował się nimi pastor Adolf Burkhardt. W 1989 roku nastąpiła przeprowadzka do Aalen, do siedziby Biblioteki Miejskiej.
Ze zbiorów bibliotecznych można korzystać po wcześniejszej rejestracji. Biblioteka przyjmuje zamówienia od bibliotek uczestniczących w niemieckim lub międzynarodowym systemie wypożyczeń międzybibliotecznych.
Biblioteka jest utrzymywana przez członków Aalen Esperanto Group i jest wspierana finansowo przez miasto Aalen i Deutscher Esperanto-Bund.
Po śmierci dyrektora Adolfa Burkhardta w 2004 roku dyrektorem jest Utho Maier. Od 1989 roku opiekunem zbiorów jest Karl Heinz Schaeffer.

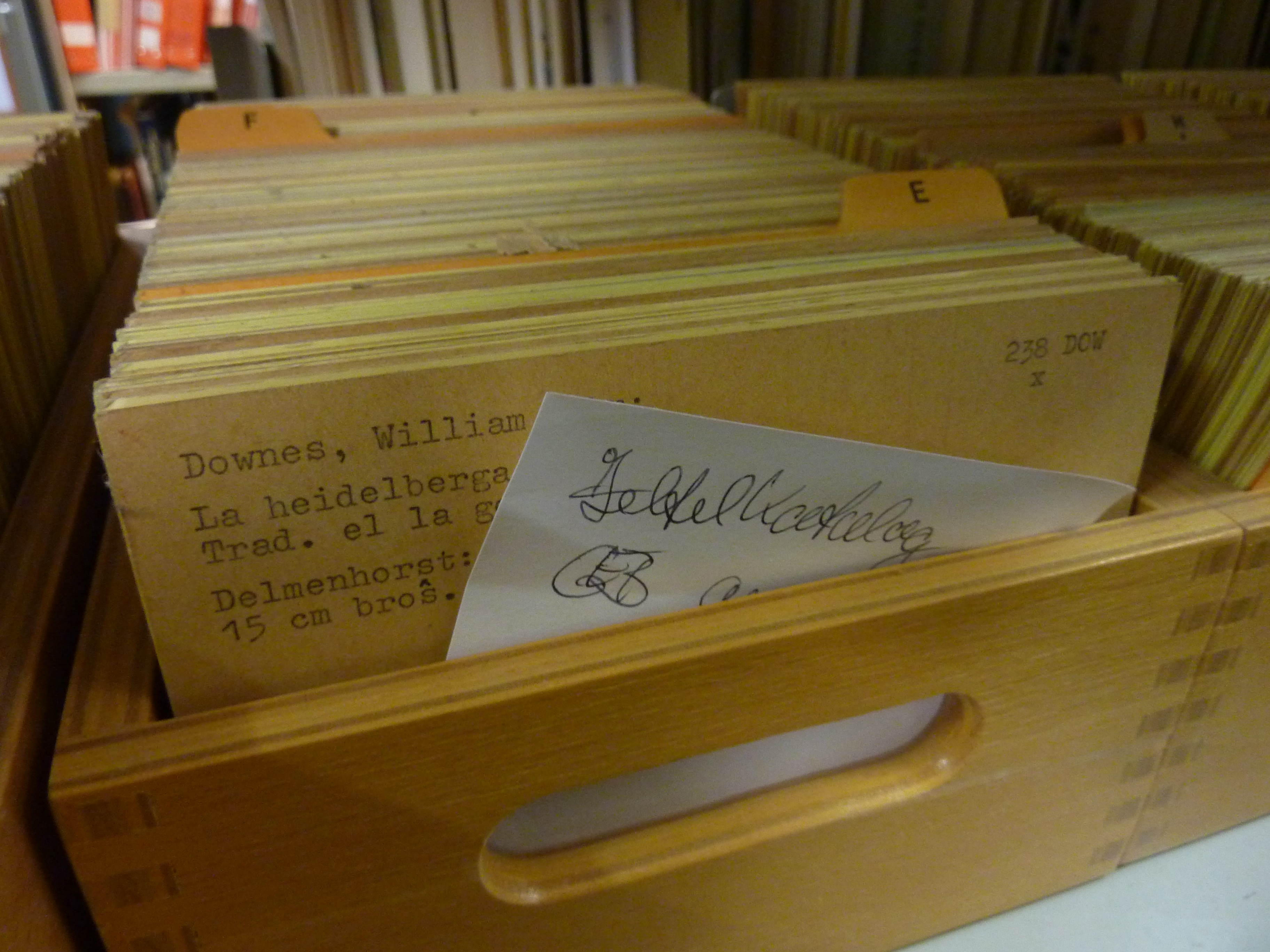
Stare papierowe fiszki katalogowe w języku esperanto, podstawa katalogu cyfrowego
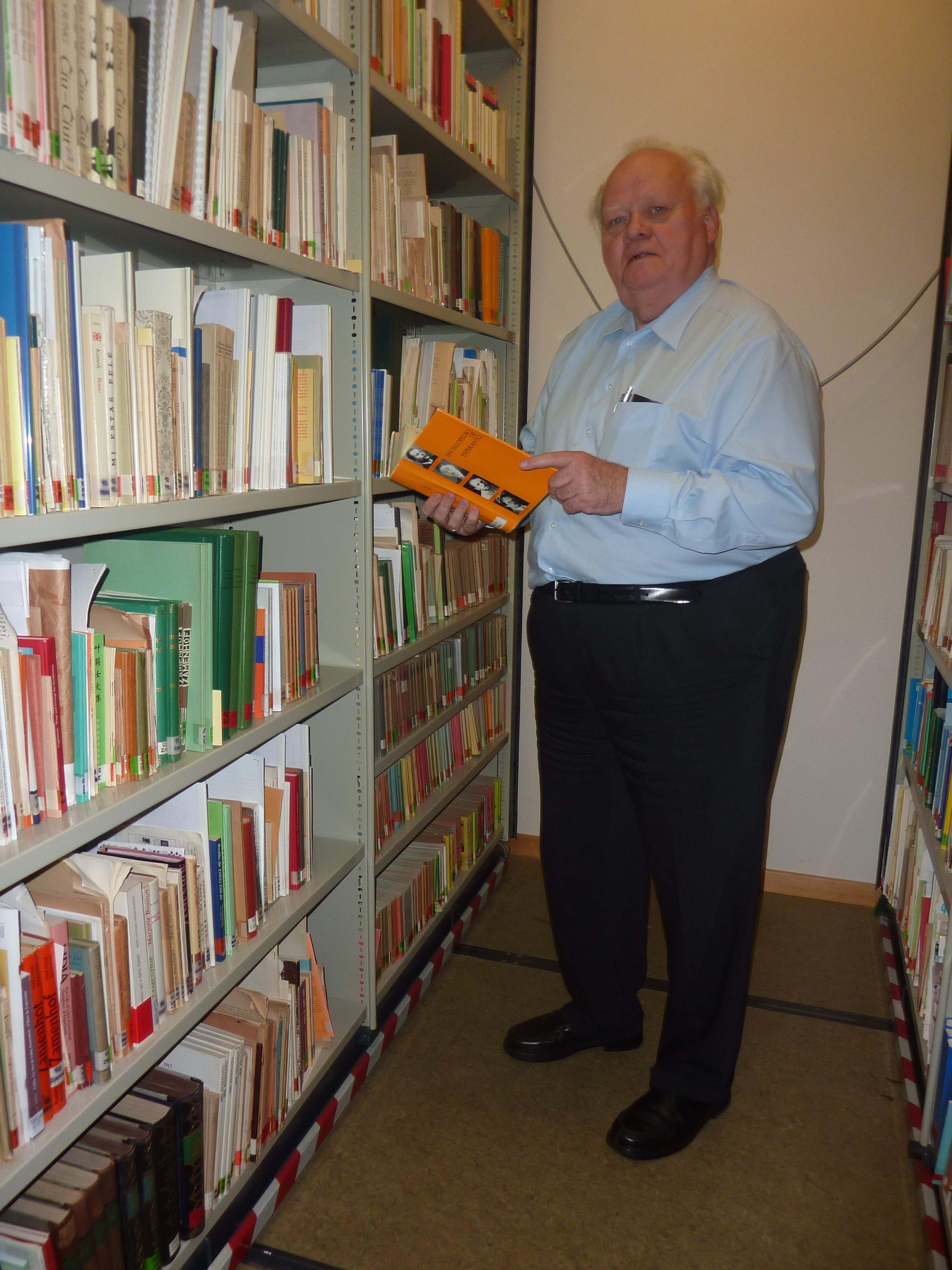
Karl Heinz Schaeffer w Niemieckiej Bibliotece Esperanto (2010)

## Zobacz również
- Internacia Esperanto-Muzeo
- Biblioteka Hectora Hodlera